# Estação São Bento (Metro do Porto)
São Bento é uma estação do Metro do Porto situada na Praça de Almeida Garrett na cidade do Porto.
Faz ligação com a estação ferroviária de São Bento.

## Confusões automobilísticas na Ponte D. Luís
Por duas vezes, confusões automobilísticas no tabuleiro superior da ponte D. Luís; ou seja, automóveis que por este meteram sem saberem que estavam numa zona interdita a automóveis, ocorreram.
- Na madrugada do dia 15 de Novembro de 2006, pelas 6 horas da manhã, um homem seguiu com o seu veículo pelo tabuleiro superior da Ponte D. Luís e, terá ido parar com o carro aos carris desta estação. O indivíduo, vindo da zona da Beira Alta, dirigia-se ao Porto para estar com uma pessoa de família e, segundo o mesmo, desconhecia o facto da ponte estar convertida exclusivamente para o Metro. A circulação ferroviária esteve cortada até às 8 horas, para a evacuação do indivíduo e do veículo que, segundo os bombeiros, decorreu sem o mínimo incidente.

- Na madrugada de 19 de Fevereiro de 2007, por volta das 5 da manhã, um automóvel com dois ocupantes atravessa a Ponte D. Luís e, entra no túnel que dá acesso à estação e, segue o traçado. Desta vez, já existem indícios de ter sido propositada a circulação por esta zona, dado que a polícia, ao identificar o veículo, descobrira que o mesmo tinha sido roubado horas antes em Espinho.[desambiguação necessária][carece de fontes?]

## Fotos

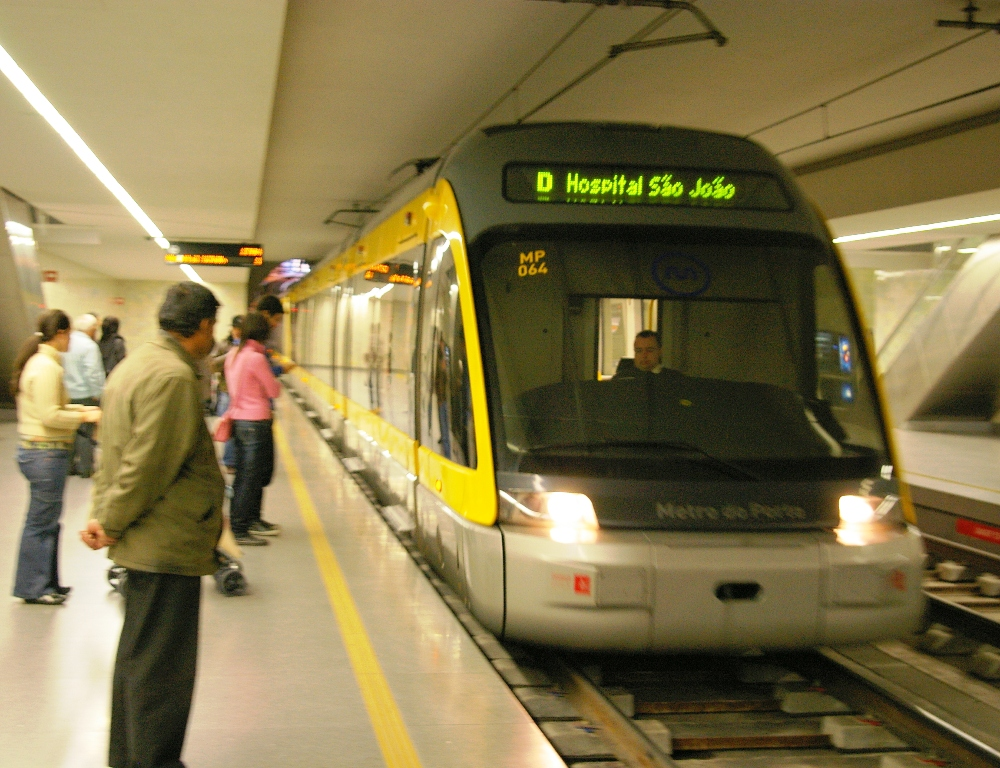
Composição MP 064 na estação.
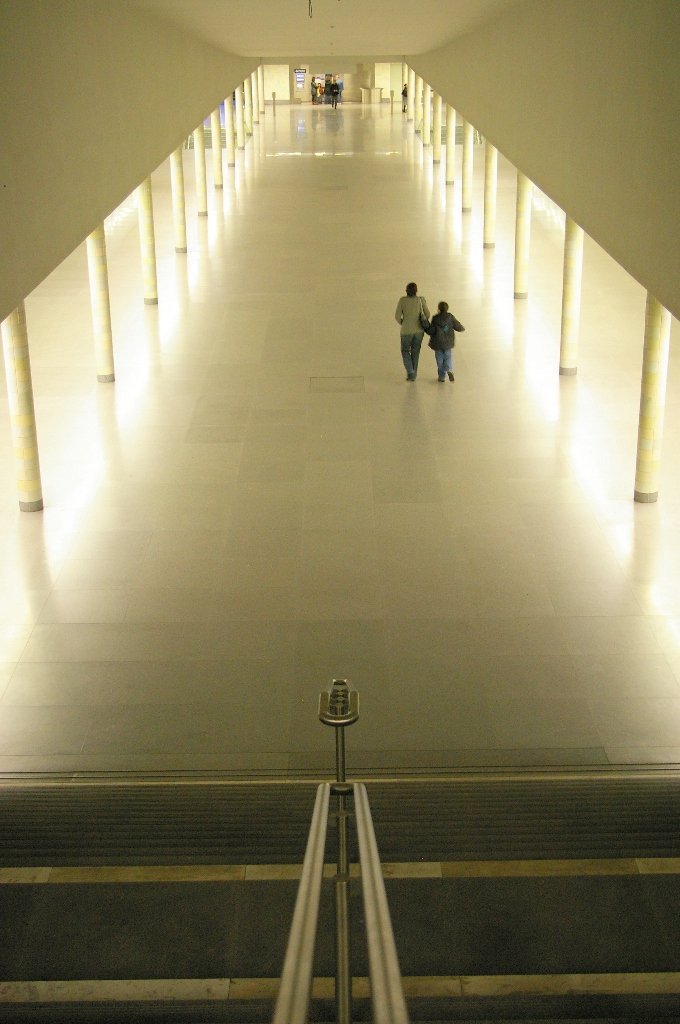
Átrio da estação.
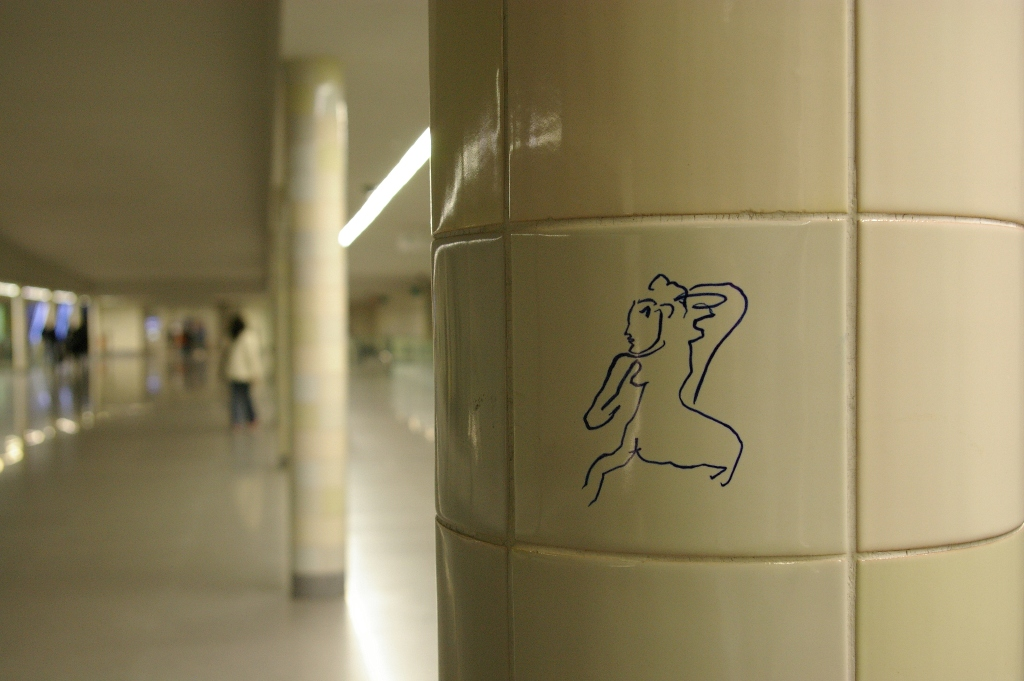
Pormenor da estação
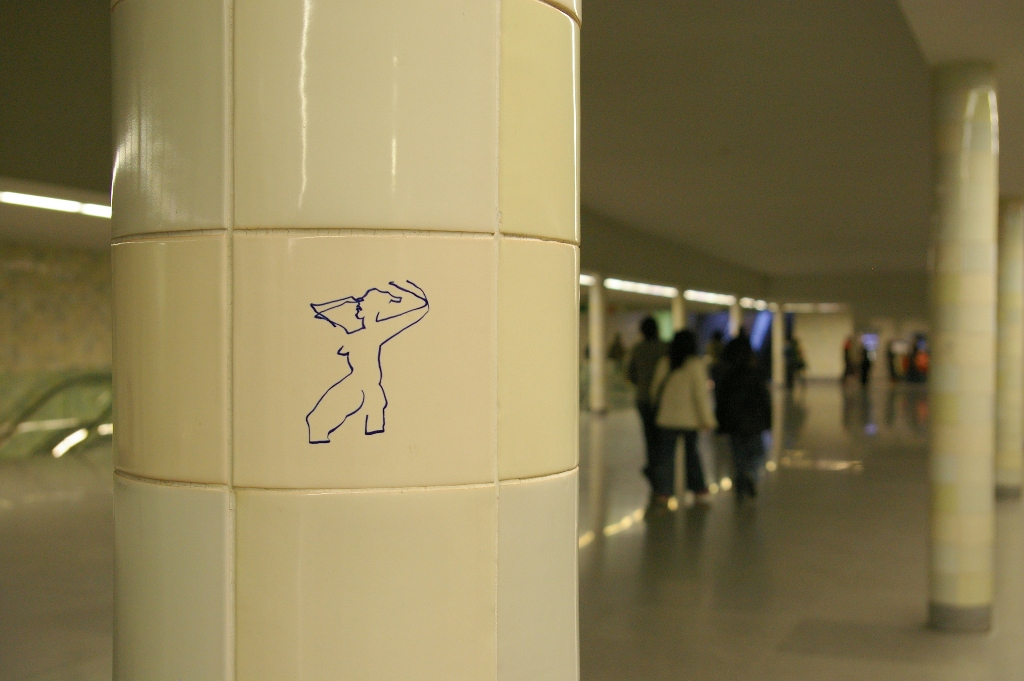
Pormenor da estação